# Puchhausen
Puchhausen ist eine Gemarkung der Gemeinde Mengkofen im niederbayerischen Landkreis Dingolfing-Landau. Bis 1972 bildete es eine selbstständige Gemeinde. Sitz der Gemeinde war das gleichnamige Kirchdorf Puchhausen.

## Lage
Puchhausen liegt an der Aiterach etwa vier Kilometer nordöstlich von Mengkofen.

## Geschichte
Zwei Römerstraßen berührten die Gegend um Puchhausen, und auch die 1850 entdeckten Spuren zweier römischer Wachttürme verweisen auf die Römer. Schon im Jahre 831 wird in alten Urkunden die Ortschaft unter dem Namen Buchhusa erwähnt. Als Besitzer der geschlossenen Hofmark Puchhausen wird zuerst um 1336 Hainrich von und zu Rohrbach erwähnt. Auf das Geschlecht der Rohrbach, später die „Rohrbecken“ genannt, folgten im 16. Jahrhundert die Baumgarten, im 17. Jahrhundert die Nothaft von Wernberg, ab 1639 die Seiboldsdorf, ab 1651 die Lerchenberg und 1744 die Grafen von Törring-Kronsfeld. 1830 kam der Besitz an die Niethammer zu Mengkofen.
Während des Dreißigjährigen Krieges verwüsteten dreimal die Schweden die Gegend. 1679 schleppten zwei Gerbergesellen, die aus Wien gekommen waren, die orientalische Pest ein. Die alte mittelalterliche Kirche, die seit 1759 mit einem barocken Zwiebelturm versehen war, wurde 1899 abgerissen.
Zur politischen Gemeinde Puchhausen im Landkreis Dingolfing gehörten neben dem Dorf Puchhausen die Weiler Eckhof, Gern, Hany, Hofstetten, Muckenwinkel, Oberhirschwell, Reifberg, Unterwackerstall, Weitenhülln und Kleinhaslau sowie die Einöden Grünleiten, Meising, Oberhütt, Reith, Unterhütt und Unterhirschwell. Im Zuge der Gebietsreform in Bayern wurde die Gemeinde Puchhausen am 1. Januar 1972 in die Gemeinde Mengkofen eingegliedert.
Das Dorf Oberwackerstall (51 Einwohner) und der Weiler Unterwackerstall (21 Einwohner) mit einem Gebietsteil mit gut 130 Hektar Fläche, vermutlich eine südliche Exklave von Puchhausen, wurden am 1. Juli 1931 nach Tunding umgegliedert und erweiterten dessen Gemeindegebiet nach Osten hin.

## Sehenswürdigkeiten
- Filialkirche St. Petrus. Sie wurde 1900 im neuromanischen Stil erbaut. Durch die Sprengung der Aitrachbrücke am 28. April 1945 erlitt sie schwere Schäden, die in den folgenden Jahren beseitigt wurden. 2002 wurde die Kirche umfassend renoviert. In der Kirche befindet sich eine Orgel von Ludwig Edenhofer aus dem Jahr 1901 im Originalzustand.[4]
- Burgstall. Ein flacher Hügel hinter einem Bauernhof ist der letzte Rest der ehemals hier stehenden Burg. Im winterlichen Luftbild kann man im Schnee noch etwa mittig im Hügel die Mauerzüge der ehemaligen Burg erkennen.

## Einrichtungen
- Aitrachtaler Freibad Puchhausen

## Vereine
- Oldtimerfreunde Puchhausen
- Brettlbühne Puchhausen
- Aitrachtaler Schützen Puchhausen. Der Schützenverein wurde 1976 gegründet.
- Freiwillige Feuerwehr Puchhausen
- Kath. Landjugend Hüttenkofen-Puchhausen
- KSK Puchhausen
- Landfrauengruppe Puchhausen
- Pfadfindergruppe Hüttenkofen-Puchhausen